# 4223-as mellékút (Magyarország)
A 4223-as számú mellékút egy bő 30 kilométer hosszú, négy számjegyű országos közút Hajdú-Bihar vármegye és Békés vármegye határvidékén; Csökmőt és a 47-es főutat köti össze Sarkad térségével (Sarkadkeresztúrral).

## Nyomvonala
Csökmő központjának keleti szélén ágazik ki a 47-es főútból, annak a 69,100-as kilométerszelvényénél, keleti irányban. Néhány lépés után elhagyja a lakott területet, így települési neve itt nincs is. Apránként délebbi irányt vesz, 2,5 kilométer után már délkeleti irányban húzódik; már így halad ott is, ahol – kevéssel a 2+900-as kilométerszelvénye előtt – kiágazik belőle délnyugat felé a Czirkópusztára vezető, jelöletlen, de szilárd burkolatú bekötőút.
Az 5. kilométerét, illetve Újiráz határának átlépését követően délnek fordul, e község belterületét 6,4 kilométer után éri el. Ott először Darusziget községrészen halad végig, Fő utca néven – itt újból délkeleti irányt követve –, majd a Nagy-foki-csatorna keresztezése után a település központjába ér. A 7+700-as kilométerszelvénye után beletorkollik a 4221-es út, közel 11 kilométer megtételét követően, a község déli szélét elhagyva pedig keresztezi az út a Sebes-Körös folyását, a 8+300-as kilométerszelvénye táján.
A folyó középvonalát elhagyva már vésztői területen folytatódik, dél, majd egyre inkább délnyugat felé. 11,1 kilométer után keresztezi a Körösnagyharsány–Vésztő–Gyoma-vasútvonalat, ami után egy időre nyugatnak fordul, elhalad Kótpuszta településrész mellett, illetve ugyanott kiágazik belőle északi irányban a 42 337-es számú mellékút, a már megszűnt Kótpuszta megállóhely felé. Nem sokkal ezután újból déli irányt vesz, így keresztezi a 13. kilométerénél a 4222-es utat is, amely itt maga is kevéssel a 13. kilométere előtt jár, Komádi déli külterületei és Vésztő központja között húzódva.
Vésztő lakott területeit a 4223-as út ennél jobban nem is érinti, kevéssel a 16. kilométere után már Okány területén folytatódik. A település lakott területére a 18. kilométere után érkezik, déli irányt követve és a Kossuth utca nevet felvéve, de hamarosan keletnek fordul, így keresztezi az Okány belterületén végigkanyargó Körös-holtágat is. 19,1 kilométer után kiágazik belőle a 4235-ös út dél-délnyugati irányban, Vésztő központja felé, de a 4223-as sem sokáig halad már keleti irányban: több irányváltást követően dél felé hagyja el a belterületet, miután beletorkollott kelet felől, a 19,700-as kilométerszelvényénél a 4236-os út, Zsadány felől.
A 21. kilométerénél, még okányi területen keresztezi a Békéscsaba–Kötegyán–Vésztő–Püspökladány-vasútvonalat, nyílt vonali szakaszon, a 25,150-es kilométerszelvénye táján pedig átlépi Sarkadkeresztúr határát. A 26. és 27. kilométerei között Kisnyék településrészen halad végig, majd egy bő másfél kilométernyi szakaszon Sarkad lakatlan külterületei közt húzódik. 29,2 kilométer után visszatér Sarkadkeresztúr területére, mintegy egy kilométerrel ezután pedig eléri a község belterületét is. Ott ér véget, Hunyadi János utca néven, délkeleti irányban húzódva, beletorkollva a település központjában a 4219-es útba, annak a 45,850-es kilométerszelvénye táján.
Teljes hossza, az országos közutak térképes nyilvántartását szolgáló kira.gov.hu adatbázisa szerint 30,944 kilométer.

## Települések az út mentén
- Csökmő
- Újiráz
- (Vésztő)
- Okány
- (Sarkad)
- Sarkadkeresztúr